# Yana Hladiychuk
Yana Vitaliïvna Hladiychuk (en ucraniano: Яна Віталіївна Гладійчук) (nacida en Ucrania el 21 de mayo de 1993) es una atleta y saltadora de pértiga ucraniana.

## Carrera deportiva
Con experiencia en diversos torneos a nivel nacional en las etapas juveniles, en 2017 compitió internacionalmente en la Superliga del Campeonato Europeo de Atletismo por Equipos que tuvo lugar en Lille (Francia), donde consiguió un séptimo puesto tras alcanzar una altura de 4,20 metros, pareja con la polaca Kamila Przybyła y la española Miren Bartolomé.
En 2020 lograría sendos oros en el Campeonato de los Balcanes de Atletismo, tanto en exterior (celebrado en Kiev) como en pista cubierta (en Cluj-Napoca), cosechando unos resultados de 4,35 y 4,40 metros, respectivamente. Para 2021 repetía éxitos parejos en la contienda balcánica. En la Pista Cubierta de Estambul ganaba el oro con un salto de 4,60 metros, muy superior a su media hasta entonces, y lograba la plata en exterior, con 4,50 metros en Smederevo (Serbia).
Así mismo, participó en el Campeonato Europeo de Atletismo en Pista Cubierta de Toruń (Polonia), donde acabaría séptima con 4,45 metros. Ese verano, tras la postergación por la pandemia de coronavirus, viajaba a Japón con la delegación nacional para participar en sus primeros Juegos Olímpicos. Quedaba décima en la segunda serie, sin pasar el corte con 4,40 metros.
Para 2023, en el Campeonato Europeo de Atletismo en Pista Cubierta de Estambul, volvía a quedarse fuera de la serie final, con un máximo de 4,30 metros marcados. Mejoraría, aunque bajaría la altura conseguida, en el Campeonato Europeo de Atletismo por Equipos, donde Ucrania quedó rebajado a la Segunda División. Por último, en una nueva edición del Campeonato de los Balcanes de Atletismo llegaba al podio con el bronce.

## Resultados por competición

### Por temporada
| Representando a Ucrania | Representando a Ucrania                                        | Representando a Ucrania | Representando a Ucrania | Representando a Ucrania | Representando a Ucrania |
| ----------------------- | -------------------------------------------------------------- | ----------------------- | ----------------------- | ----------------------- | ----------------------- |
| Año                     | Competición                                                    | Lugar                   | Puesto                  | Marca                   |                         |
| 2017                    | Campeonato Europeo de Atletismo por Equipos - Superliga        | Lille                   | 7.ª                     | 4,20 m                  |                         |
| 2020                    | Campeonato de los Balcanes de Atletismo en Pista Cubierta      | Kiev                    | 1.ª                     | 4,35 m                  |                         |
| 2020                    | Campeonato de los Balcanes de Atletismo                        | Cluj-Napoca             | 1.ª                     | 4,40 m                  |                         |
| 2021                    | Campeonato de los Balcanes de Atletismo en Pista Cubierta      | Estambul                | 1.ª                     | 4,60 m                  |                         |
| 2021                    | Campeonato Europeo de Atletismo en Pista Cubierta              | Toruń                   | 7.ª                     | 4,45 m                  |                         |
| 2021                    | Campeonato de los Balcanes de Atletismo                        | Smederevo               | 2.ª                     | 4,50 m                  |                         |
| 2021                    | Juegos Olímpicos                                               | Tokio                   | 10.ª (Q2)               | 4,40 m                  |                         |
| 2023                    | Campeonato Europeo de Atletismo en Pista Cubierta              | Estambul                | 14.ª (Q1)               | 4,30 m                  |                         |
| 2023                    | Campeonato Europeo de Atletismo por Equipos - Segunda División | Chorzów                 | 4.ª                     | 4,15 m                  |                         |
| 2023                    | Campeonato de los Balcanes de Atletismo                        | Kraljevo                | 3.ª                     | 4,20 m                  |                         |

### Mejores marcas
| Disciplina                        | Marca  | Lugar     | Fecha                 |
| --------------------------------- | ------ | --------- | --------------------- |
| Salto de pértiga (exterior)       | 4,50 m | Smederevo | 26 de junio de 2021   |
| Salto de pértiga (pista cubierta) | 4,61 m | Sumy      | 10 de febrero de 2021 |